# Protestants Christelijke Groepering
De Protestants Christelijke Groepering (PCG) is een Nederlandse lokale politieke partij in de gemeente Buren (provincie Gelderland). De wortels van de partij liggen in de jaren 1930 toen in de gemeente Lienden de PCG werd opgericht met steun van de plaatselijke Nederlandse Hervormde Kerk. Later ontstond een gelijknamige partij in de gemeente Buren. In 1998, kort voor de herindeling, werd ook in de gemeente Maurik een PCG opgericht. Na de herindeling gingen deze drie partijen samen in één partij, de PCG Buren. Sinds januari 2020 heeft de PCG een wethouder in de persoon van Pieter Neven.